# Moderne vijfkamp op de Olympische Zomerspelen 1960
De moderne vijfkamp is een van de sporten die beoefend werden tijdens de Olympische Zomerspelen 1960 in Rome.

## Heren

### Individueel
| rang   | sporter              | land | Paardensport | Schermen | Schieten | Zwemmen | Atletiek | totaal |
| ------ | -------------------- | ---- | ------------ | -------- | -------- | ------- | -------- | ------ |
| Goud   | Ferenc Németh        | HUN  | 1009         | 977      | 880      | 990     | 1168     | 5024   |
| Zilver | Imre Nagy            | HUN  | 1048         | 1000     | 840      | 935     | 1165     | 4988   |
| Brons  | Robert Beck          | USA  | 1039         | 977      | 940      | 1010    | 1015     | 4981   |
| 4      | András Balczó        | HUN  | 1037         | 885      | 760      | 1075    | 1216     | 4973   |
| 5      | Igor Novikov         | URS  | 982          | 839      | 860      | 1035    | 1246     | 4962   |
| 6      | Nikolaj Tatarinov    | URS  | 1138         | 747      | 820      | 885     | 1168     | 4758   |
| 7      | Stanisław Przybylski | POL  | 1111         | 747      | 860      | 815     | 1198     | 4731   |
| 8      | Jack Daniels         | USA  | 1024         | 793      | 900      | 1015    | 985      | 4717   |

### Team
| rang   | sporters                                                   | land | Paardensport   | Schermen | Schieten     | Zwemmen       | Atletiek       | team  |
| ------ | ---------------------------------------------------------- | ---- | -------------- | -------- | ------------ | ------------- | -------------- | ----- |
| Goud   | Ferenc Németh Imre Nagy András Balczó                      | HUN  | 1009 1048 1037 | 2740     | 880 840 760  | 990 935 1075  | 1168 1165 1216 | 14863 |
| Zilver | Igor Novikov Nikolaj Tatarinov Hanno Selg                  | URS  | 982 1138 967   | 2326     | 860 820 780  | 1035 885 925  | 1246 1168 1177 | 14309 |
| Brons  | Robert Beck Jack Daniels George Lambert                    | USA  | 1039 1024 1165 | 2402     | 940 900 740  | 1010 1015 975 | 1015 985 982   | 14192 |
| 4      | Kurt Lindeman Berndt Katter Eero Lohi                      | FIN  | 1027 866 1036  | 2480     | 900 780      | 830 970 905   | 1117 961 1093  | 13865 |
| 5      | Stanisław Przybylski Kazimierz Paszkiewicz Kazimierz Mazur | POL  | 1111 1075 1129 | 1804     | 860 840 960  | 815 1010 710  | 1198 1108 1126 | 13746 |
| 6      | Per-Erik Ritzén Sture Ericson Björn Thofelt                | SWE  | 1117 937 1024  | 2352     | 840 640 880  | 825 890 870   | 1084 1114 643  | 13216 |
| 7      | Patrick Harvey Donald Cobley Peter Little                  | GBR  | 1057 1036 967  | 1700     | 920 720 760  | 900 865 905   | 1147 1096 1030 | 13103 |
| 8      | Antonio Almada Félix Sergio Escobedo José Pérez Mier       | MEX  | 1129 1237 1027 | 2184     | 840 1000 700 | 975 690 960   | 691 742 670    | 12845 |

## Medaillespiegel
| rang   | land             | goud | zilver | brons | totaal |
| ------ | ---------------- | ---- | ------ | ----- | ------ |
| 1      | Hongarije        | 2    | 1      | 0     | 3      |
| 2      | Sovjet-Unie      | 0    | 1      | 0     | 1      |
| 3      | Verenigde Staten | 0    | 0      | 2     | 2      |
| totaal | totaal           | 2    | 2      | 2     | 6      |